# Paramelanauster
Paramelanauster es un género de escarabajos longicornios de la tribu Lamiini.

## Especies
- Paramelanauster bimaculatus Breuning, 1936
- Paramelanauster flavosparsus Breuning, 1936
- Paramelanauster variegatus Gressitt, 1940